# وزغة جزيرة ريونيون المزخرفة
وزغة جزيرة ريونيون المزخرفة أو أبو بريص يوم ماناباني ( Phelsuma inexpectata ) هو نوع مهدد بالانقراض من أبو بريص . يوجد فقط في جزيرة ريونيون في المحيط الهندي، وعادة ما يسكن الأشجار، ويتغذى على الحشرات والرحيق.

## الوصف
هذه السحلية هي واحدة من أصغر الوزغات النهارية. يمكن أن يصل طولها الإجمالي إلى حوالي 12 سم على الأكثر. لون الجسم أخضر غامق. تمتد ثلاثة خطوط حمراء من الخطم إلى الرقبة. من خلف العين، يمتد شريط بني سميك وخط رفيع أبيض أخضر فوق الساق الأمامية. الخطم أزرق غامق جزئيًا. الجزء الخلفي مغطى بنقاط حمراء اللون تقل بشكل كبير عند الإناث. الجانب البطني أبيض مصفر.

## التوزيع والسكن
هذا النوع مستوطن في ريونيون. توجد في المناطق الساحلية في منطقة Manapany-Les-Bains وSt.-Joseph. هذا النظام البيئي الساحلي هو من بين أكثر النظم البيئية المهددة في الجزيرة، وموائل الوزغ مجزأة بشدة بسبب التحضر والزراعة. يعيش عادةً على الأشجار مثل البابايا والموز والباندانوس وغيرها من النباتات البانثروبية. تسكن الأبراص أيضًا في المساكن البشرية وقد تم رصدها على صناديق البريد والأسوار. هذا النوع الحيوي جاف وساخن نسبيًا.

## السلوك

### التغذية
تتغذى على الحشرات المختلفة واللافقاريات الأخرى. كما أنها تحب لعق الفاكهة الحلوة الطرية وحبوب اللقاح والرحيق.

### التربية
عند درجة حرارة 28 درجة مئوية، يفقس الصغار بعد حوالي 50 – 52 يومًا. يبلغ قياس الأحداث حوالي 48 مم.

## الوضع والحفظ
هذا النوع مهدد بالانقراض بشدة، حيث بلغ عدد سكانه 3-5 آلاف في عام 2011. يتقلص عدد السكان بسرعة: في عام 1995، كان يقدر بنحو 5-10 آلاف. وهي مدرجة في CITES Appendix II.

### أسر
يمكن أن تكون الأبراص خجولة جدًا في الأسر كما أنها سريعة بشكل مدهش. لا توجد معلومات عن تأثير تجارة الحيوانات الأليفة على السكان. يتم تربيتها في الأسر من قبل بعض التجار.